# Polyandrocarpa sabanillae
Polyandrocarpa sabanillae är en sjöpungsart som beskrevs av Van Name 1921. Polyandrocarpa sabanillae ingår i släktet Polyandrocarpa och familjen Styelidae. Inga underarter finns listade i Catalogue of Life.